# Залазак столећа / Тестамент Л. З.
Залазак столећа / Тестамент Л. З. је филм Лордана Зафрановића изграђен од архивских снимака насталих у продукцији "Хрватске слике", које аутор комбинује са снимцима са суђења Андрији Артуковићу, министру у Влади НДХ, са делом сопственог филмског опуса и, коначно, са снимак из рата 1990-их, који злослутно истиче да рат никада није завршен.
По речима аутора Зафрановића "Имао је велики одзив, али никада није званично приказан ни у Србији ни у Хрватској. Занимљиво, у Хрватској сам то покушао, када је почело ово дивљање стадионима, дижући руку у знак фашистичког поздрава "За дом. спремни“ , покушао сам да разговарам са неким људима из власти у Хрватској, али није ишло“.